# Deniz Hakyemez
Deniz Hakyemez Çetinsaraç (Istanbul, 3 de febrer de 1983) és una jugadora de voleibol turca. En la seva carrera professional va jugar per clubs com ara Vakifbank, Galatasaray SK, BJK i Eczacıbaşı d'Istanbul, Arkas SK d'Esmirna, Bolu Belediyespor de Bolu, İdmanocağı de Trabzon i Anakentspor de Samsun. També juga a la selecció nacional turca. Filla de Doğan Hakyemez, exjugador de bàsquet turc, Deniz Hakyemez està casada amb Erkay Çetinsaraç des del 2010.